# Acinodrillia viscum
Acinodrillia viscum é uma espécie de gastrópode do gênero Acinodrillia, pertencente a família Drilliidae.